# Frédéric-Louis de Hohenzollern-Hechingen
Titre
Prince de Hohenzollern-Hechingen
1er janvier 1730 – 4 juin 1750
(20 ans, 5 mois et 3 jours)
Frédéric-Louis  (en allemand : Friedrich Ludwig von Hohenzollern-Hechingen), né le 1er septembre 1688 à Strasbourg et mort le 4 juin 1750 au château Lindich, près Hechingen, est Prince de Hohenzollern-Hechingen de 1730 à 1750.

## Biographie
Il est le fils aîné de Frédéric-Guillaume prince de Hohenzollern-Hechingen (1663-1735) et de Louise comtesse von Sinzendorf (1666-1709). Il est élevé dans le château familial de ses parents à Hechingen. Maréchal impérial il participe activement à la Guerre vénéto-austro-ottomane (1714-1718) sous les ordres du Prince Eugène.
Lorsque son père abdique, il devient en 1730 Prince de Hohenzollern-Sigmaringen. En dépit d'une situation financière délicate, il entreprend et mène à bien le projet de construction du château de Lindich (près d'Hechingen) qui lui permet de conjuguer sa passion de la chasse et son goût pour l'architecture. Terminé en 1741 l'édifice devient sa résidence d'été.

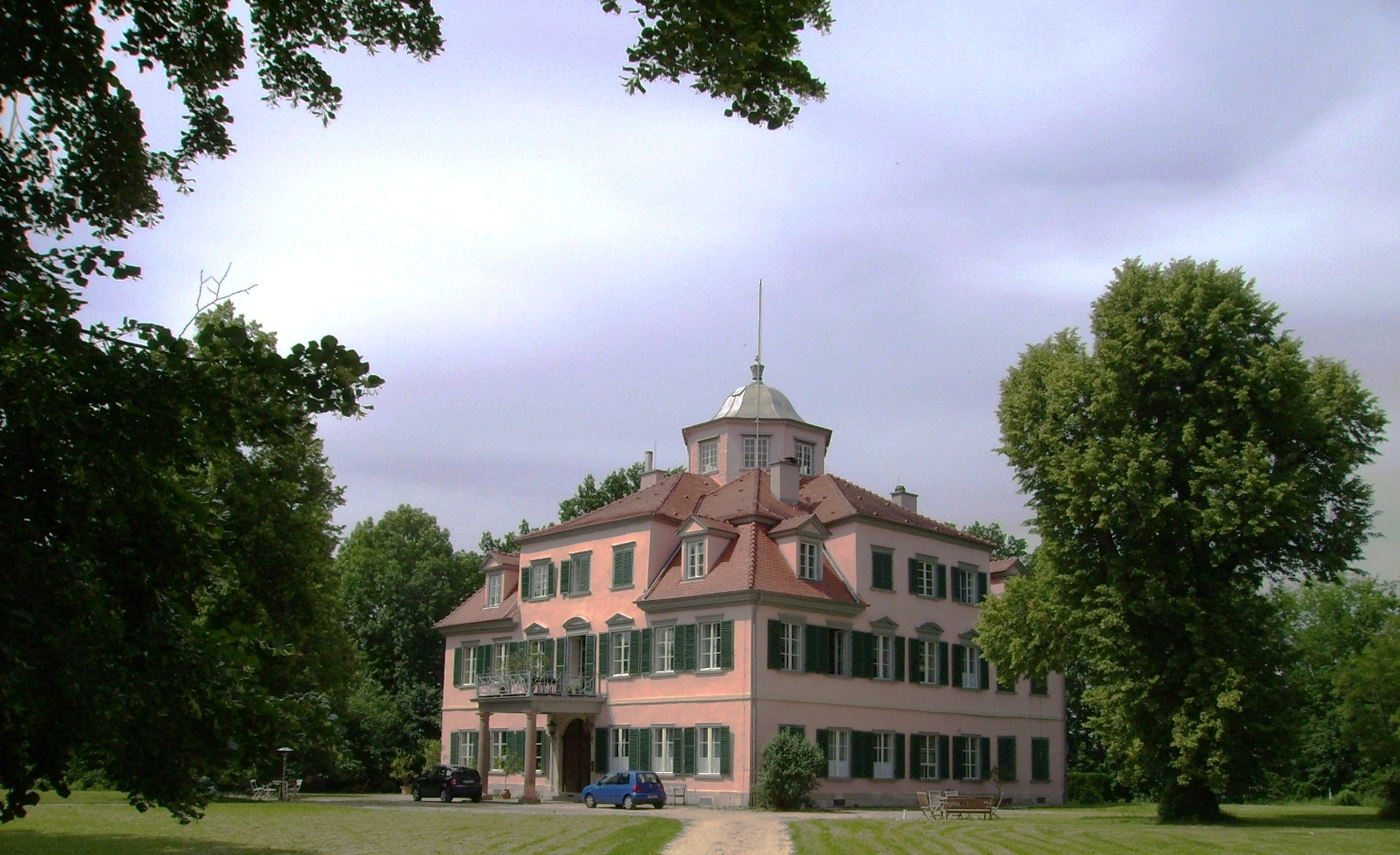
Le château de Lindich

Il est y décédé sans alliance ni postérité. C'est donc son cousin germain Joseph-Frédéric-Guillaume de Hohenzollern-Hechingen qui lui succède en 1750.